# Tirikasittich

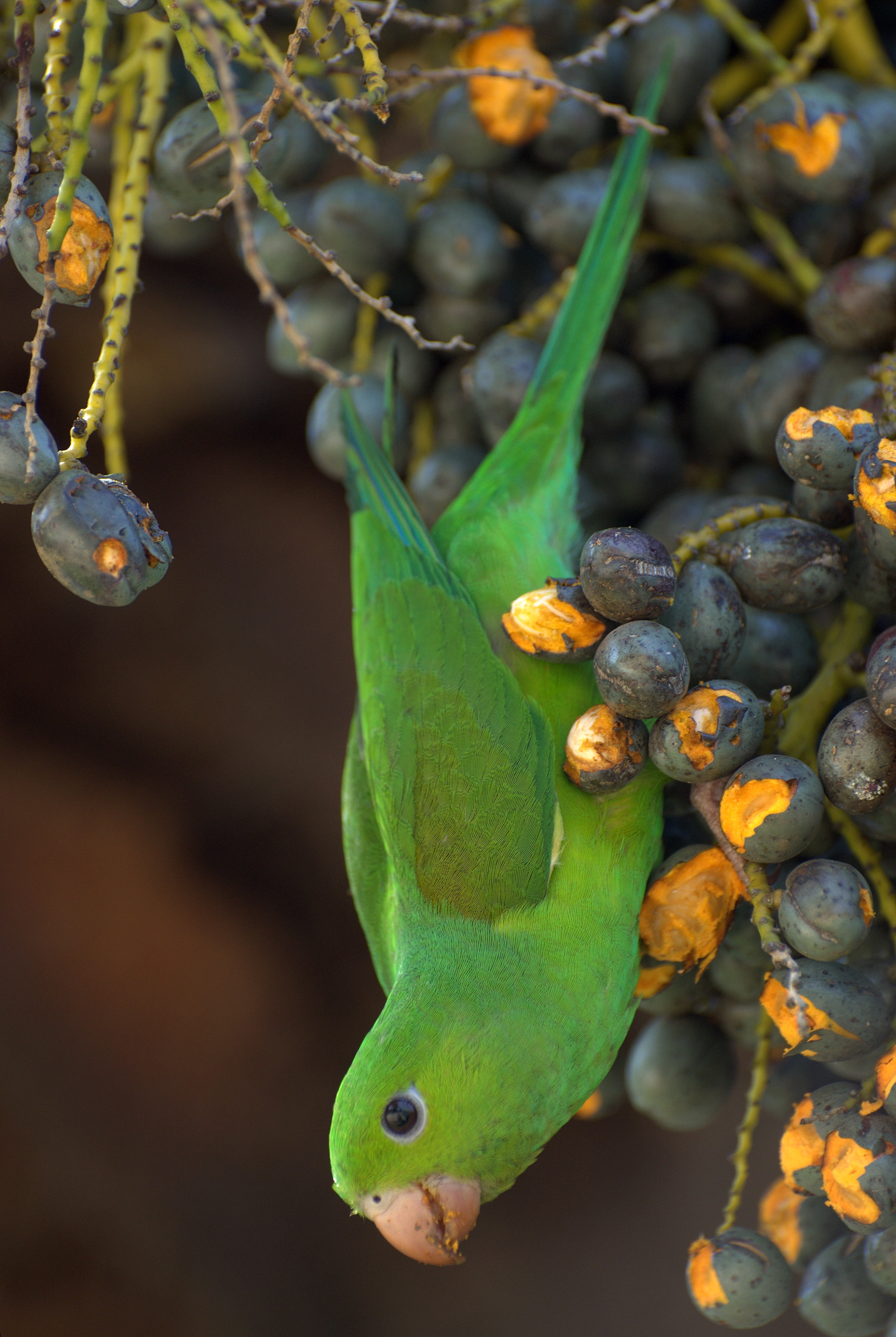
Tirikasittich beim Fressen

Der Tirikasittich (Brotogeris tirica) ist eine Art der Neuweltpapageien. Er kommt ausschließlich in Südamerika vor und gilt als eine nicht gefährdete Art. Sie sind eine baumbewohnende Art. Auf Grund ihres grünen Gefieders sind sie in Bäumen kaum auszumachen.

## Erscheinungsbild
Der Tirikasittich erreicht eine Körperlänge von 23 Zentimetern. Das Gefieder ist überwiegend grün. Hinterkopf und Nacken sind bläulich überlaufen. Stirn, Zügel, Ohrdecken und Wangen sowie Hals, Ober- und Unterbrust sind gelblich grün. Das Rückengefieder sowie die Schwanzdecken sind dunkelgrün. Der Flügelbug ist olivbraun und auch die kleinen Flügeldecken sind olivbraun überhaucht. Die mittleren und die großen Flügeldecken sind grün.
Der Flug ist schnell und gerade. Während des Fluges stoßen die Vögel wiederholt schrille und rollende Schreie aus.

## Verbreitung und Verhalten
Der Tirikasittich kommt in Ostbrasilien vor. Sein Verbreitungsgebiet wird auf 294.000 Quadratkilometer geschätzt. Verglichen zum Braunohrsittich, der ein sich mit dem des Tirikasittichs überlappendes Verbreitungsgebiet aufweist, präferieren Tirikasittiche offeneres Land und sind lediglich auf einige wenige hohe Bäume angewiesen. Grundsätzlich gilt der Tirikasittich als eine anpassungsfähige Art. Sein Verbreitungsgebiet ist zwar durch weit ausgedehnte Lebensraumzerstörungen zurückgegangen, er gilt jedoch nicht als gefährdet.
Tirikasittiche fressen Sämereien, Früchte, Blüten, Nektar, Beeren. Zu ihrem Nahrungsspektrum gehören vermutlich auch Insekten und deren Larven. Tirikasittiche sind Höhlenbrüter, ansonsten ist über ihr Fortpflanzungsverhalten in Freiland wenig bekannt.

## Haltung in menschlicher Obhut
Tirikasittiche wurden erstmals gegen Ende des 19. Jahrhunderts in größerer Anzahl nach Europa importiert. Diese Importe hielten bis zum Ausbruch des Ersten Weltkrieges an, wenn auch dabei jeweils nur kleine Individuenzahlen importiert wurden. Die Erstzucht gelang 1882 in Deutschland. Heute ist der Tirikasittich in der europäischen Ziervogelhaltung verhältnismäßig selten, da Brasilien ein striktes Ausfuhrverbot erlassen hat. In der brasilianischen Ziervogelhaltung sind mehrere Farbmutationen aufgetreten. So gibt es blaue Tirikasittiche sowie eine aufgehellte Farbvariante. Für eine artgerechte Haltung ist eine Volierenhaltung notwendig.

## Belege